# Aalborg Håndbold
La Aalborg Håndbold è una squadra di pallamano maschile danese con sede ad Aalborg.

## Palmares
- Handboldligaen: 7

2009-10, 2012-13, 2016-17, 2018-19, 2019-20, 2020-21, 2023-24
- Coppa di Danimarca: 3

2017-18, 2020-21, 2023-24
- Supercoppa di Danimarca: 5

2012, 2019, 2020, 2021, 2022

## Rosa 2025-2026
| N° | Naz.                 | Ruolo | Sportivo               | Anno |  |  |
| -- | -------------------- | ----- | ---------------------- | ---- |  |  |
| 1  | Danimarca (bandiera) | P     | Niklas Landin Jacobsen | 1988 |  |  |
| 3  | Svezia (bandiera)    | T     | Lukas Nilsson          | 1996 |  |  |
| 4  | Danimarca (bandiera) | T     | Patrick Wiesmach       | 1990 |  |  |
| 5  | Norvegia (bandiera)  | T     | Sander Sagosen         | 1995 |  |  |
| 7  | Danimarca (bandiera) | T     | Thomas Arnoldsen       | 2002 |  |  |
| 8  | Danimarca (bandiera) | T     | Vetle Rønningen        | 1998 |  |  |
| 9  | Danimarca (bandiera) | T     | Patrick Anderson       | 2004 |  |  |
| 11 | Danimarca (bandiera) | PV    | Simon Hald             | 1994 |  |  |
| 12 | Svezia (bandiera)    | P     | Fabian Norsten         | 2000 |  |  |
| 14 | Danimarca (bandiera) | T     | Mads Hoxer             | 2000 |  |  |
| 17 | Norvegia (bandiera)  | T     | Alexander Blonz        | 2000 |  |  |
| 19 | Norvegia (bandiera)  | A     | Kristian Bjørnsen      | 1989 |  |  |
| 20 | Svezia (bandiera)    | PV    | Felix Möller           | 2002 |  |  |
| 21 | Germania (bandiera)  | T     | Juri Knorr             | 1999 |  |  |
| 22 | Danimarca (bandiera) | PV    | René Antonsen          | 1992 |  |  |
| 23 | Danimarca (bandiera) | A     | Buster Juul            | 1993 |  |  |
| 25 | Danimarca (bandiera) | T     | Marinus Munk           | 2003 |  |  |